# Fosse aux ours de Berne

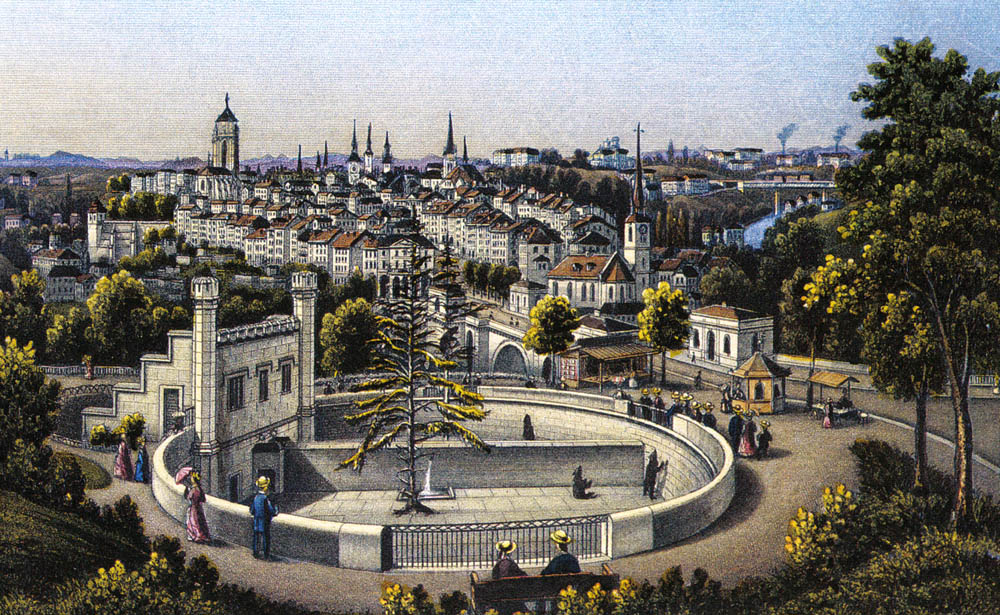
La fosse aux ours en 1880.

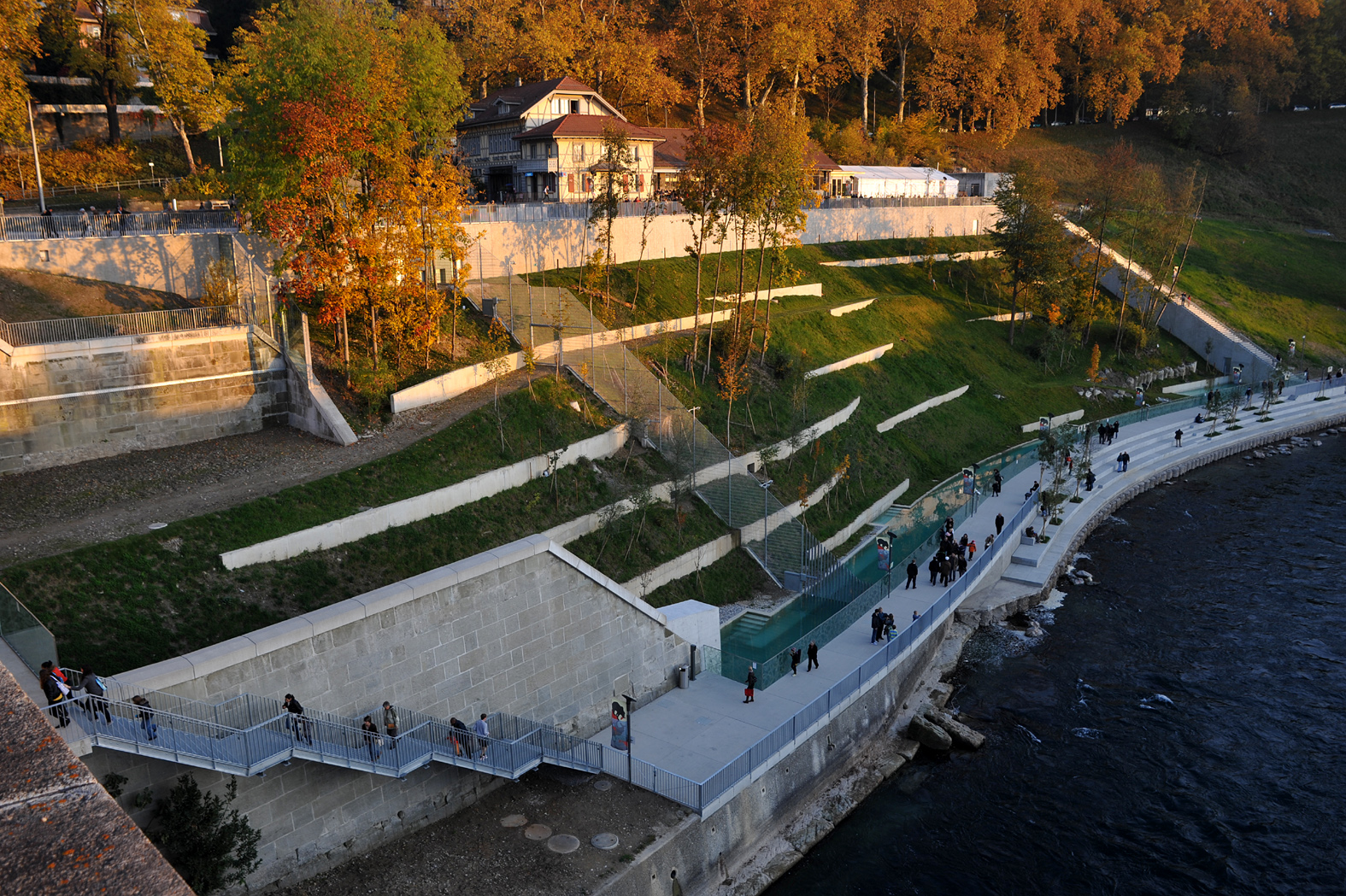
Le parc aux ours, inauguré le 25 octobre 2009.

La fosse aux ours de Berne, « Bärengraben » en allemand, est une attraction touristique de la ville suisse de  Berne. 

## Histoire
Actuellement située sur les rives de l'Aar, à l'est de la vieille ville de Berne, la fosse est la quatrième du nom et fut originellement inaugurée en 1857, même si la présence d'une réserve d'ours dans la ville est confirmée dès 1441. Elle rappelle la légende selon laquelle le duc Berthold V de Zähringen, fondateur de la ville, aurait capturé l'un de ces animaux vers 1191. 
Agrandie en 1925 avec l'ajout d'une fosse réservée aux oursons, puis rénovée en 1994 et 1996, elle n'accueille plus d'ours depuis 2009, et la création d'un parc aux ours « Bärenpark », attenant. 
Les derniers ours accueillis temporairement dans la fosse, sont ceux offerts à la ville par l'épouse de l'ex-président russe Dmitri Medvedev.
Ce nouveau parc accueille, depuis octobre 2009, deux ours bruns, un mâle, Finn, et une femelle Björk. En décembre 2009, Björk a mis au monde deux oursonnes, Ursina et Berna. Ursina se trouve toujours dans le parc avec ses parents, Berna a dû quant à elle quitter le parc en 2013 pour le zoo de Dobric en Bulgarie : elle se montrait en effet trop agressive avec sa mère Björk. 

## Galerie

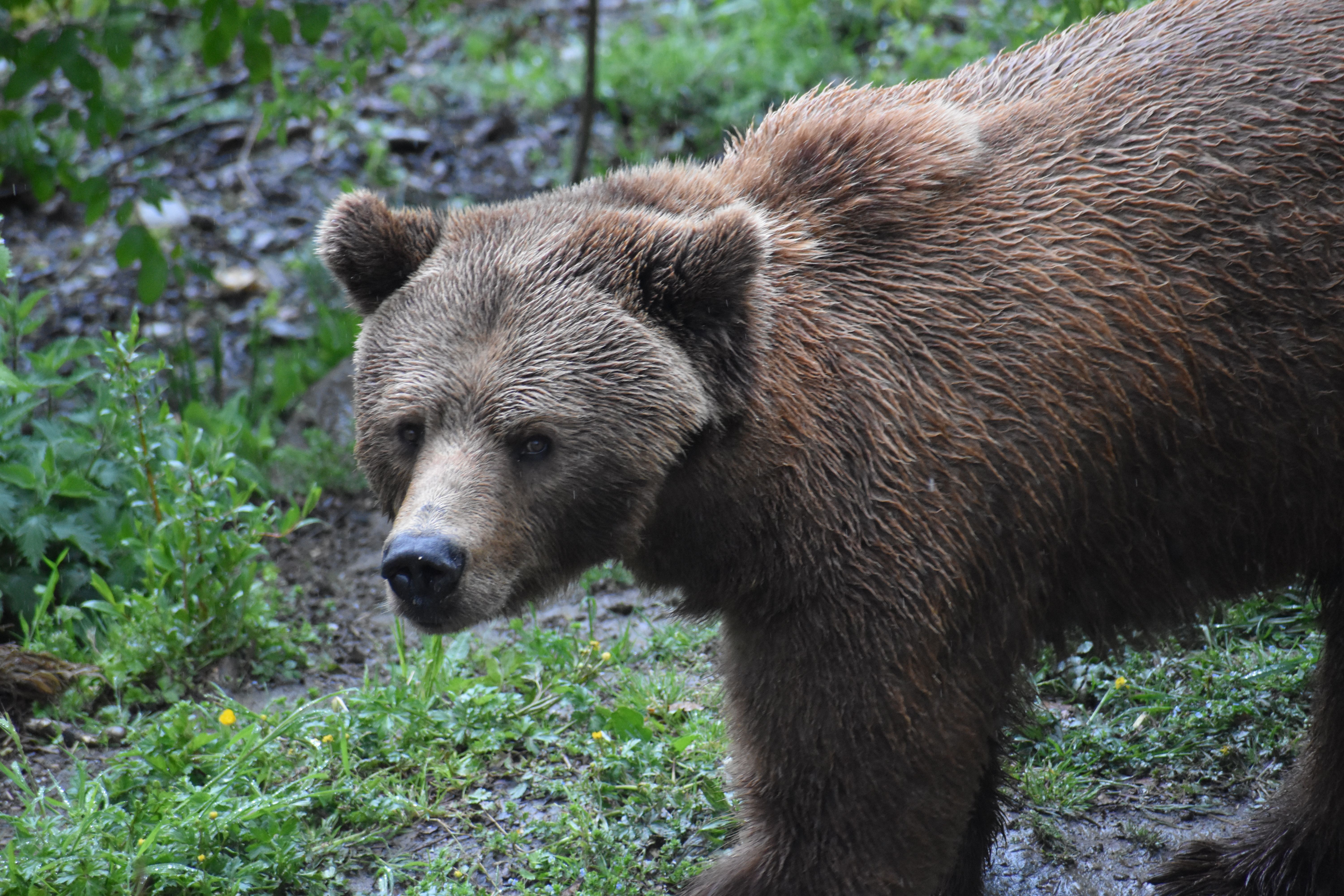
Ours qui regarde la caméra.
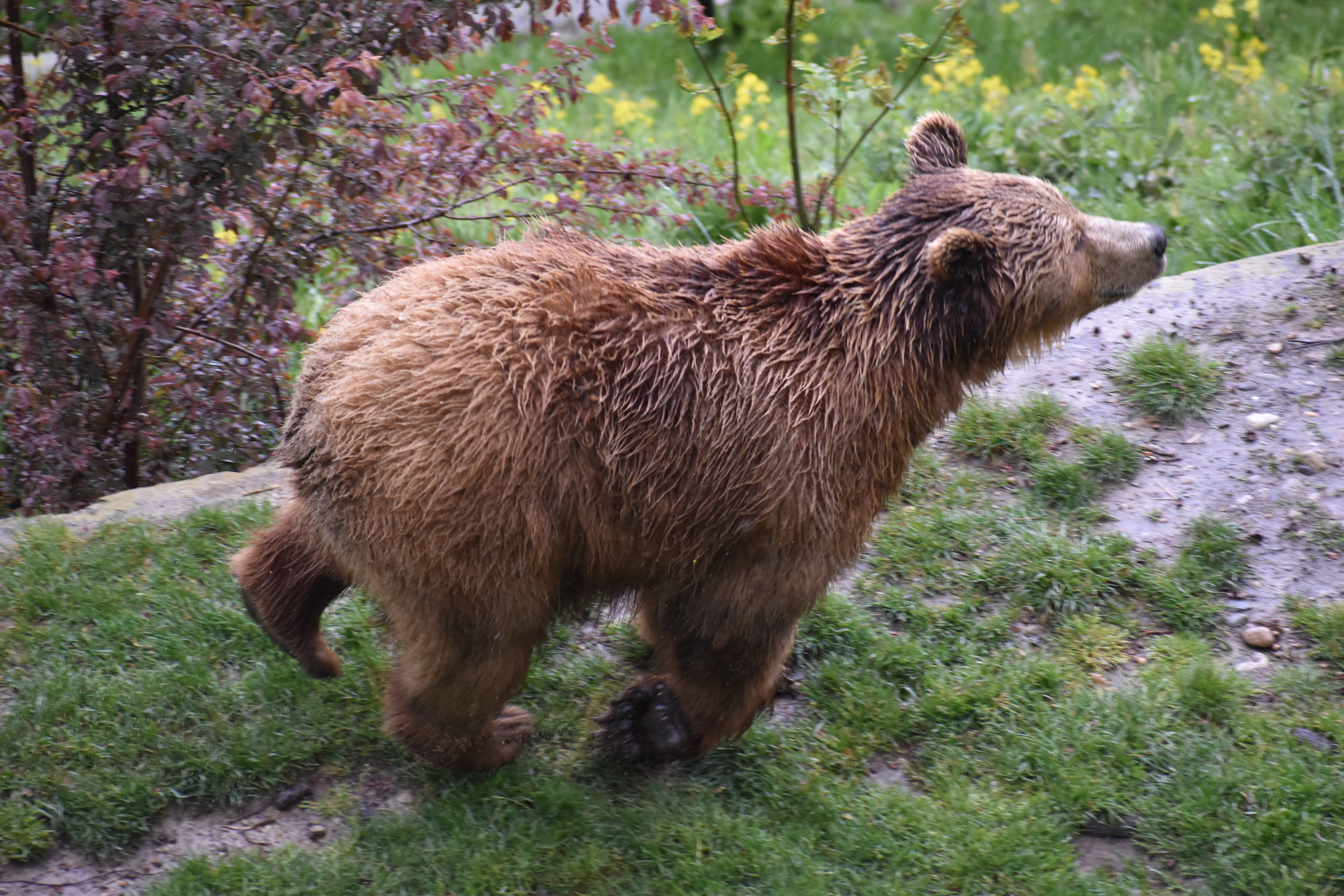
Ours qui court.
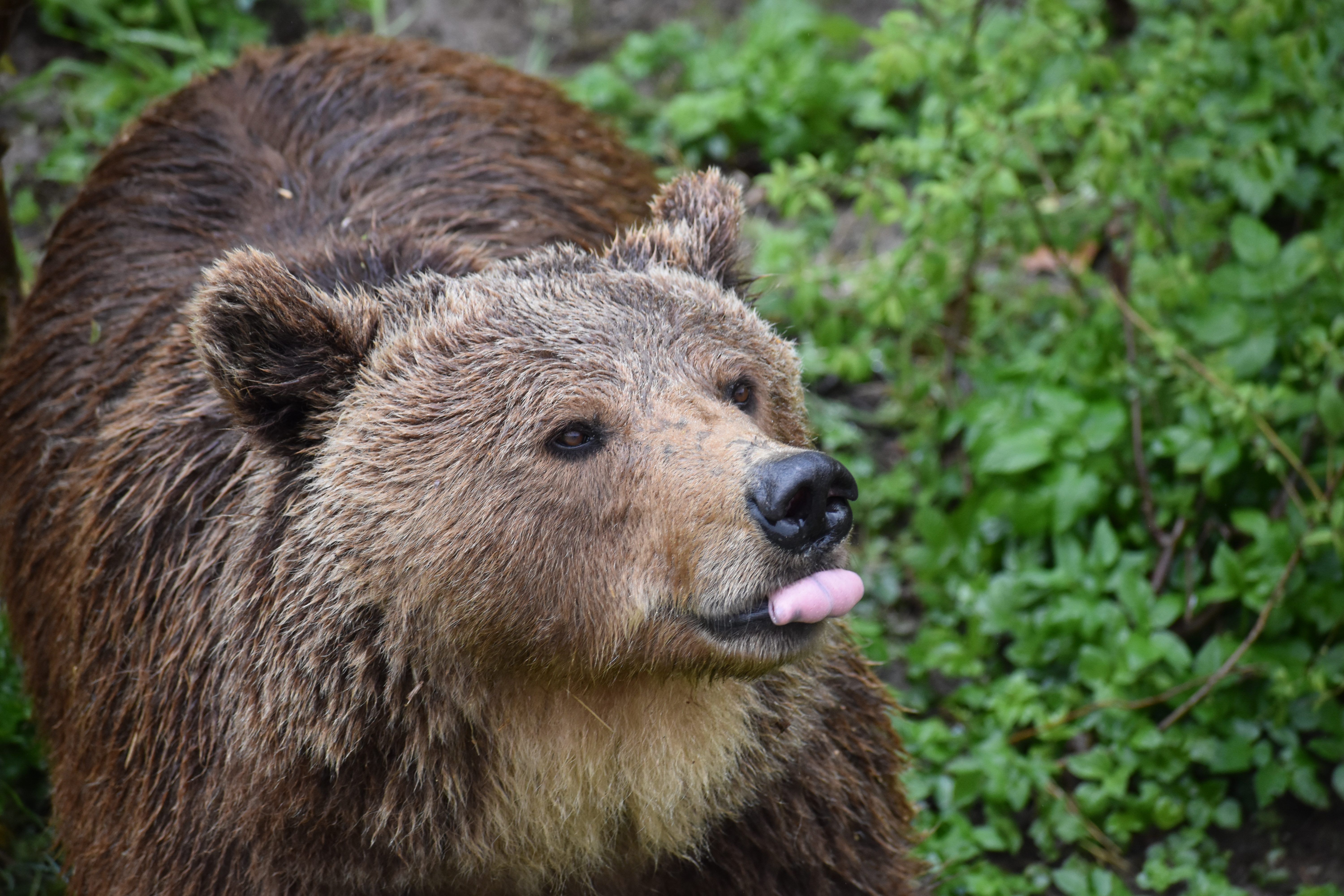
Ours qui tire la langue.
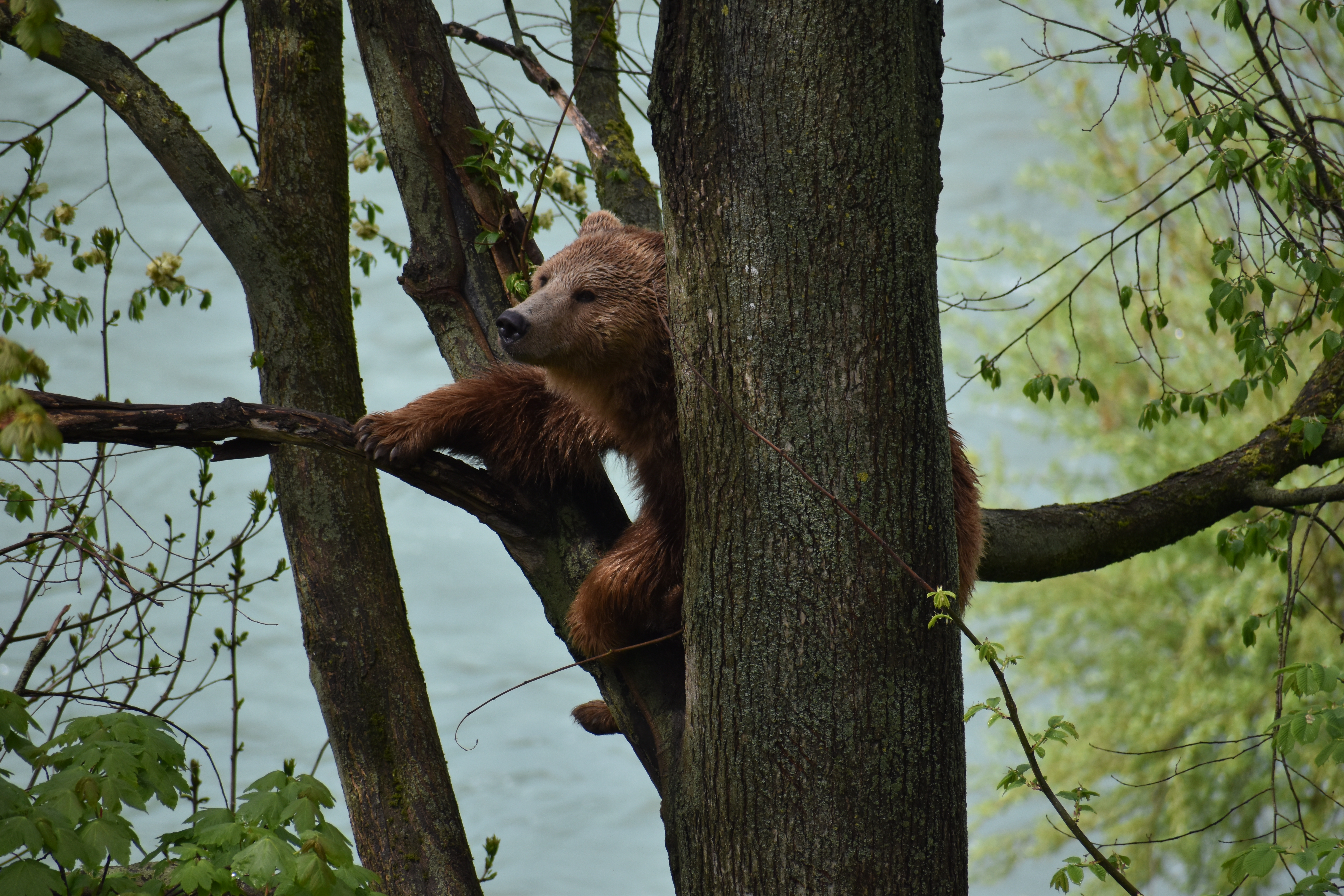
Ours sur un arbre.